# 6 iunie
ianuarie • februarie • martie  • aprilie  • mai  • iunie  • iulie  • august  • septembrie  • octombrie  • noiembrie  • decembrie
6 iunie este a 157-a zi a calendarului gregorian și ziua a 158-a în anii bisecți. Mai sunt 208 zile până la sfârșitul anului.

## Evenimente

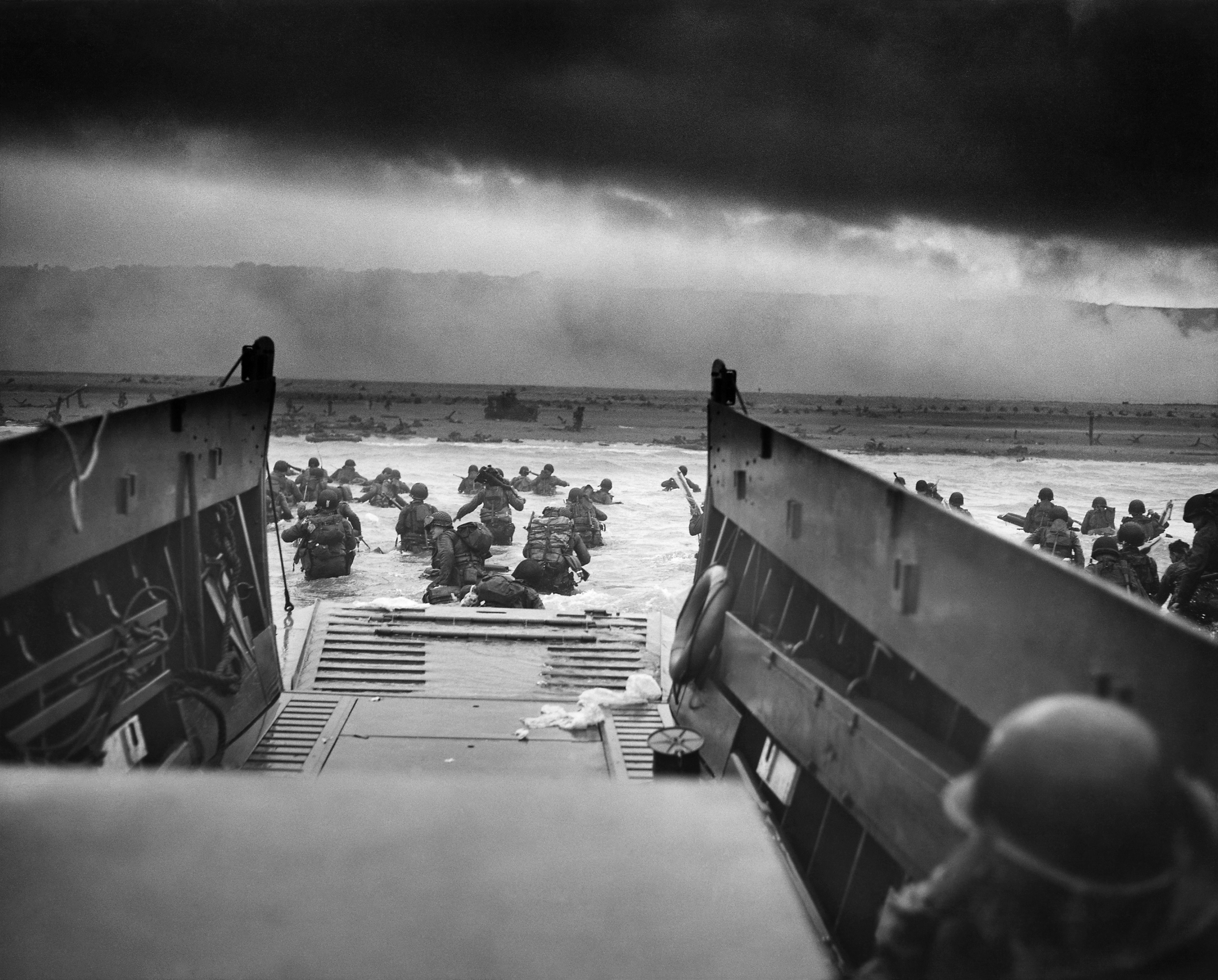
1944: Începe Bătălia Normandiei. Ziua Z, sub numele de cod Operation Overlord, începe cu debarcarea a 155.000 de trupe aliate pe plajele din Normandia în Franța.

- 1513: Trupele italiene a „Ligii Sfinte" înving în Bătălia de la Novara, armata sub conducerea lui Ludovic al XII-lea al Franței.
- 1523: Regentul Suediei, Gustav Vasa, este ales rege al Suediei, marcând simbolic sfârșitul Uniunii de la Kalmar. Această zi este Ziua Națională a Suediei.
- 1654: Regina Cristina abdică de pe tronul suedez și este succedată de vărul ei, Carol al X-lea Gustav. Motivele abdicării sunt dorința ei de a deveni catolică (lucru interzis în Suedia protestantă) și nu voia să se căsătorească pentru a avea un moștenitor la tron.
- 1674: Este încoronat Shivaji, fondatorul Imperiului Maratha.
- 1808: Fratele lui Napoleon, Joseph Bonaparte, este încoronat rege al Spaniei.
- 1809: Suedia promulga o nouă Constituție, care restabilește puterea politică pentru Ståndsriksdagen, după 20 de ani de absolutismul luminat. În același timp, Carol al XIII-lea este ales pentru a-i succeda lui Gustav Adolf al IV-lea, ca rege al Suediei.
- 1857: Sofia de Nassau se căsătorește, la castelul din Wiesbaden-Biebrich, cu viitorul rege Oscar al II-lea al Suediei și Norvegiei.
- 1925: A fost fondată compania americană producătoare de automobile „Chrysler".
- 1930: Restaurația carlistă. Carol al II-lea s-a reîntors în țară, intrând ilegal, cu pașaport fals.
- 1932: Alexandru Vaida-Voievod a fost ales președinte al Consiliului de Miniștri (6 iunie-10 august 1932).
- 1942: Al Doilea Război Mondial: SUA declară război României și Bulgariei, declanșându-se, în zilele următoare, expedițiile aeriene americane asupra țării noastre, în special asupra Prahovei.
- 1944: Al Doilea Război Mondial: Începe Bătălia Normandiei. Ziua Z, sub numele de cod Operation Overlord, începe cu debarcarea a 155.000 de trupe aliate pe plajele din Normandia în Franța.
- 1960: La București, atleta Iolanda Balaș a stabilit un nou record mondial la săritura în înălțime: 1,85 m.
- 1961: Primul titlu de campion mondial cucerit de un luptător român, Valeriu Bularca, la Campionatul mondial de lupte greco-romane de la Yokohama.
- 1971: A fost lansată nava „Soiuz 11", prima navă cosmică de transport, într-o misiune ce a durat 23 de zile, 17 ore și 40 minute.
- 1987: A fost dat în folosință Pasajul Unirii din Capitală, cel mai lung pasaj subteran auto bucureștean (900 metri din care 600 acoperiți).
- 2004: Primul tur al alegerilor locale în România.

## Nașteri

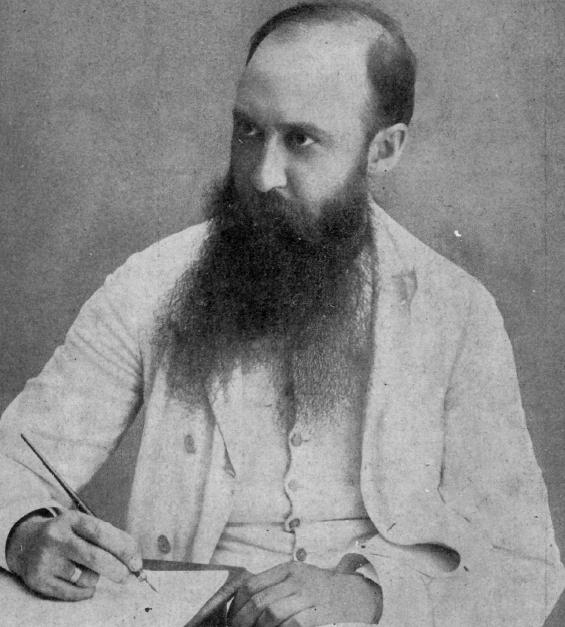
Nicolae Iorga, istoric, politician român

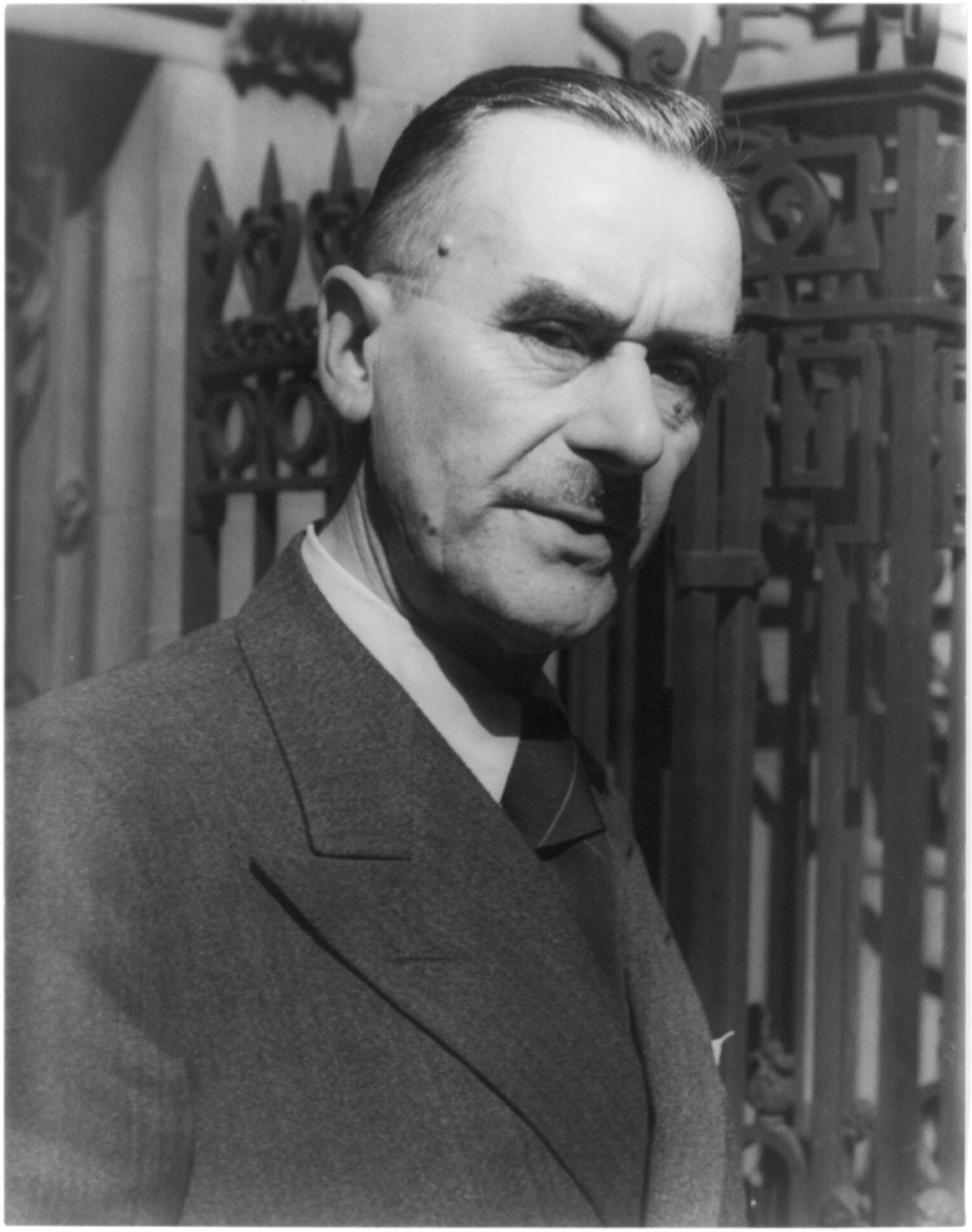
Thomas Mann, scriitor german, laureat al Premiului Nobel

- 1436: Regiomontanus, astronom și matematician german (d. 1476)
- 1519: Andrea Cesalpino, medic, filozof și botanist italian (d. 1603)
- 1553: Bernardino Baldi, matematician, savant și scriitor italian. (d. 1617)
- 1599: Diego Velázquez, pictor spaniol (d. 1660)
- 1606: Pierre Corneille, dramaturg francez (d. 1684)
- 1697: Jean-Baptiste de La Curne de Sainte-Palaye, istoric, filolog și lexicograf francez (d. 1781)
- 1714: Iosif I al Portugaliei (d. 1777)
- 1772: Maria Teresa a celor Două Sicilii, împărăteasă a Austriei (d. 1807)
- 1799: Alexandr Pușkin, poet rus (d. 1837)
- 1841: Eliza Orzeszkowa, scriitoare poloneză (d. 1910)
- 1850: Karl Ferdinand Braun, fizician și inventator german, laureat al Premiului Nobel (d. 1918)
- 1868: Robert Falcon Scott, explorator englez (d. 1912)
- 1872: Țarina Alexandra Feodorovna (d. 1918)
- 1875: Thomas Mann, scriitor german, laureat al Premiului Nobel (d. 1955)
- 1894: Sabin Drăgoi, compozitor și folclorist român (d. 1968)
- 1896: Italo Balbo, lider politic și mareșal italian (d. 1940)
- 1899: Franz Liebhard, poet român (d. 1989)
- 1901: Sukarno, primul președinte al Indoneziei (d. 1970)
- 1903: Aram Haciaturian, compozitor armean și sovietic (d. 1978)
- 1909: Isaiah Berlin, filosof politic englez (d. 1997)
- 1910: Hélène de Beauvoir, pictoriță franceză (d. 2001)
- 1917: Ion Rațiu, politician român (d. 2000)
- 1926: Teki Biçoku, geolog albanez (d. 2009)
- 1933: Heinrich Rohrer, fizician elvețian (d. 2013)
- 1934: Regele Albert al II-lea al Belgiei
- 1941: Ilie Pârvu, filosof român
- 1943: Richard Smalley, chimist american, laureat al Premiului Nobel (d. 2005)
- 1944: Calinic Argatu, cleric ortodox român, arhiepiscop al Arhiepiscopiei Argeșului și Muscelului din 2009
- 1946: Jeana Gheorghiu, jurnalistă română (d. 2007)
- 1956: Eugen Nicolicea, politician român
- 1956: Björn Borg, jucător suedez de tenis
- 1963: Federico Andahazi, scriitor argentinian
- 1963: Jason Isaacs, actor englez
- 1963: Adrian Titieni, actor român
- 1976: Adrian-Miroslav Merka, politician român
- 1981: João Paulo Andrade, fotbalist portughez

## Decese

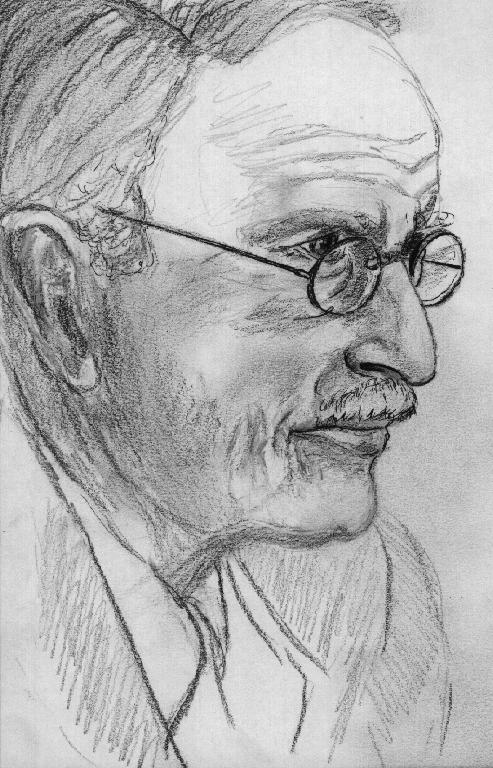
Carl Gustav Jung, psiholog și psihiatru elvețian

- 1832: Jeremy Bentham, filosof englez (n. 1748)
- 1861: Camillo Benso, conte de Cavour, primul prim-ministru al Italiei (n. 1810)
- 1883: Ciprian Porumbescu, compozitor și dirijor român (n. 1853)
- 1931: Alexandru Voevidca, folclorist și muzicolog român (n. 1862)
- 1944: Paul Cornu, inginer francez (n. 1881)
- 1946: Mircea Dem. Rădulescu, poet și dramaturg român (n. 1889)
- 1946: Gerhart Hauptmann, scriitor și dramaturg german, laureat al Premiului Nobel (n. 1862)
- 1948: Louis Lumière, inventator și cineast francez (n. 1864)
- 1961: Carl Gustav Jung, psiholog și psihiatru elvețian (n. 1875)
- 1962: Yves Klein, pictor francez, considerat părintele picturii monocrome (n. 1928)
- 1968: Robert F. Kennedy, senator de New York, fratele președintelui John F. Kennedy (n. 1925)
- 2003: Adalbert Boroș, preot romano-catolic român (n. 1908)
- 2005: Anne Bancroft, actriță americană (n. 1931)
- 2006: Vlada Barzin, poet român de etnie sârbă (n. 1940)
- 2006: Billy Preston, muzician american
- 2013: Esther Williams, înotătoare și actriță americană (n. 1921)
- 2013: Jerome Karle, chimist american, laureat Nobel (n. 1918)
- 2015: Pierre Brice, actor francez (n. 1929)
- 2016: Mihai Dragolea, prozator, eseist și critic literar român (n. 1955)
- 2021: Ei-ichi Negishi, chimist japonez (Negishi-Kupplung), laureat al premiului Nobel (n. 1935)

## Sărbători
- Cuvioșii Visarion și Ilarion cel Nou; Sf. Mucenici Ghelasie și Valeria (calendar ortodox)
- Sf. cuv. Visarion Taumaturgul; Sf. cuv. Ilarion cel Nou (calendar greco-catolic).
- Sf. Norbert, ep. (calendar romano-catolic).
- Suedia: Ziua națională (din 2005)
- Coreea de Sud: Ziua comemorării